# I Love New York 2
I Love New York 2 es un programa de televisión transmitido por VH1, protagonizado por Tiffany "New York" Pollard en busca de su verdadero amor
Fue rechazada por el participante Tango en la temporada pasada, y anteriormente, dos veces por Flavor Flav, el 29 de abril, durante un comercial, se reveló que el show volvería para una segunda temporada. A diferencia de la pasada temporada, Mauricio Sánchez, no volvería como "Chamo". En su lugar estaría "Big Ant", que se traduce como "Hormiga Grande", como su asistente. El show comenzó a emitirse el 8 de octubre de 2007. El ganador de esta segunda temporada fue 'George Weisgerber' y en segundo lugar estuvo Ezra Masters.

## Concursantes
| Apodo           | Nombre real            | Eliminación                                   |
| --------------- | ---------------------- | --------------------------------------------- |
| 20 Pack         | Nico Vásquez           | Episodio 4                                    |
| Buddha          | Ezra Masters           | Episodio 4, Episodio 11                       |
| Champion        | Jimmy Houston          | Episodio 1                                    |
| Cheezy          | Mathew Greene          | Episodio 3                                    |
| Doc             | Dwight Holliday        | Episodio 1                                    |
| Ears            | David Cuevas           | Episodio 1                                    |
| It              | Kwame Johnson          | Episodio 5                                    |
| Knock Out       | Deandre Allberry       | Episodio 2                                    |
| Man Man         | Collin Anthony Vickers | Episodio 3                                    |
| Midget Mac      | Torrey Samuels         | Episodio 5                                    |
| Milliown        | Jamal Bryant           | Episodio 1                                    |
| Mr. Wise        | Solomon Atlum Wise     | Episodio 8                                    |
| Pretty          | Juan McCullum          | Episodio 7 (Salida voluntaria del show)       |
| Punk            | David Otunga           | Episodio 10                                   |
| Sweetie Pie     | Darnell Wright         | Episodio 1                                    |
| Tailor Made     | George Weisgerber      | Ganador                                       |
| The Entertainer | Frank Maresca          | Episodio 9                                    |
| Unsure          | Jared Roberts          | Episodio 2(Retirado voluntariamente del show) |
| Wolf            | Greg Harris            | Episodio 6                                    |
| Yours           | Lafayette Brown        | Episodio 2                                    |

## Orden de Eliminación
| 01 | 20 Pack         | The Entertainer | Buddha          | Tailor Made     | Mr. Wise        | Punk            | Tailor Made     | Buddha          | Punk            | Tailor Made     | Tailor Made | Tailor Made |  |  |  |  |  |  |  |  |  |  |  |  |  |  |  |  |  |
| 02 | Buddha          | Pretty          | Midget Mac      | It              | It              | Tailor Made     | Buddha          | Mr. Wise        | Tailor Made     | Punk            | Buddha      | Buddha      |  |  |  |  |  |  |  |  |  |  |  |  |  |  |  |  |  |
| 03 | Cheezy          | Buddha          | The Entertainer | Punk            | Midget Mac      | Mr. Wise        | Punk            | Punk            | The Entertainer | Buddha          | Punk        |             |  |  |  |  |  |  |  |  |  |  |  |  |  |  |  |  |  |
| 04 | Doc             | Mr. Wise        | Man Man         | Buddha          | Pretty          | Pretty          | The Entertainer | Tailor Made     | Buddha          | The Entertainer |             |             |  |  |  |  |  |  |  |  |  |  |  |  |  |  |  |  |  |
| 05 | It              | Man Man         | Punk            | Midget Mac      | Punk            | Wolf            | Pretty          | The Entertainer | Mr. Wise        |                 |             |             |  |  |  |  |  |  |  |  |  |  |  |  |  |  |  |  |  |
| 06 | Knock Out       | Wolf            | Cheezy          | Pretty          | Tailor Made     | The Entertainer | Mr. Wise        | Pretty          |                 |                 |             |             |  |  |  |  |  |  |  |  |  |  |  |  |  |  |  |  |  |
| 07 | Man Man         | Yours           | Mr. Wise        | 20 Pack         | The Entertainer | Buddha          | Wolf            |                 |                 |                 |             |             |  |  |  |  |  |  |  |  |  |  |  |  |  |  |  |  |  |
| 08 | Midget Mac      | 20 Pack         | 20 Pack         | Wolf            | Wolf            | It              |                 |                 |                 |                 |             |             |  |  |  |  |  |  |  |  |  |  |  |  |  |  |  |  |  |
| 09 | Unsure          | Punk            | Pretty          | Mr.Wise         | Buddha          | Midget Mac      |                 |                 |                 |                 |             |             |  |  |  |  |  |  |  |  |  |  |  |  |  |  |  |  |  |
| 10 | Wolf            | Cheezy          | Wolf            | The Entertainer | 20 Pack         |                 |                 |                 |                 |                 |             |             |  |  |  |  |  |  |  |  |  |  |  |  |  |  |  |  |  |
| 11 | Champion        | Tailor Made     | It              | Cheezy          |                 |                 |                 |                 |                 |                 |             |             |  |  |  |  |  |  |  |  |  |  |  |  |  |  |  |  |  |
| 12 | Pretty          | Knock Out       | Tailor Made     | Man Man         |                 |                 |                 |                 |                 |                 |             |             |  |  |  |  |  |  |  |  |  |  |  |  |  |  |  |  |  |
| 13 | Punk            | Unsure          | Unsure          |                 |                 |                 |                 |                 |                 |                 |             |             |  |  |  |  |  |  |  |  |  |  |  |  |  |  |  |  |  |
| 14 | Tailor Made     | It              | Yours           |                 |                 |                 |                 |                 |                 |                 |             |             |  |  |  |  |  |  |  |  |  |  |  |  |  |  |  |  |  |
| 15 | Yours           | Midget Mac      | Knock Out       |                 |                 |                 |                 |                 |                 |                 |             |             |  |  |  |  |  |  |  |  |  |  |  |  |  |  |  |  |  |
| 16 | Ears            | Sweetie Pie     |                 |                 |                 |                 |                 |                 |                 |                 |             |             |  |  |  |  |  |  |  |  |  |  |  |  |  |  |  |  |  |
| 17 | Milliown        | Ears            |                 |                 |                 |                 |                 |                 |                 |                 |             |             |  |  |  |  |  |  |  |  |  |  |  |  |  |  |  |  |  |
| 18 | Mr. Wise        | Doc             |                 |                 |                 |                 |                 |                 |                 |                 |             |             |  |  |  |  |  |  |  |  |  |  |  |  |  |  |  |  |  |
| 19 | Sweetie Pie     | Champion        |                 |                 |                 |                 |                 |                 |                 |                 |             |             |  |  |  |  |  |  |  |  |  |  |  |  |  |  |  |  |  |
| 20 | The Entertainer | Milliown        |                 |                 |                 |                 |                 |                 |                 |                 |             |             |  |  |  |  |  |  |  |  |  |  |  |  |  |  |  |  |  |

     El concursante fue Eliminado
     El concursante fue descalificado
     El concursante fue Traído nuevamente a la competencia
     El concursante dejó voluntariamente la competencia
     El concursante fue elegido por los productores
     El concursante fue elegido por la madre de new York
     El concursante fue elegido por los televidentes
     El concursante ganó La competencia